# Кенсово (гміна)
Гміна Кенсово (пол. Gmina Kęsowo) — сільська гміна у північній Польщі. Належить до Тухольського повіту Куявсько-Поморського воєводства.
Станом на 31 грудня 2011 у гміні проживало 4487 осіб.

## Площа
Згідно з даними за 2007 рік площа гміни становила 108.82 км², у тому числі:
- орні землі: 78.00%
- ліси: 11.00%

Таким чином, площа гміни становить 10.12% площі повіту.

## Населення
Станом на 31 грудня 2011:
| Опис     | Загалом | Загалом | Чоловіки | Чоловіки | Жінки | Жінки |
| -------- | ------- | ------- | -------- | -------- | ----- | ----- |
| одиниця  | осіб    | %       | осіб     | %        | осіб  | %     |
| все      | 4487    | 100     | 2277     | 50.75    | 2210  | 49.25 |
| міське   | 0       | 100     | 0        |          | 0     |       |
| сільське | 4487    | 100     | 2277     | 50.75    | 2210  | 49.25 |

## Сусідні гміни
Гміна Кенсово межує з такими гмінами: Хойніце, Ґостицин, Камень-Краєнський, Семпульно-Краєнське, Тухоля.